# 弁務官
弁務官（べんむかん、commissioner）とは、中央政府または本国政府（宗主国など）が直轄地・植民地・保護領などに置く行政官。行政部門の統括者として高等弁務官が置かれることもある。

## イギリスの弁務官
シエラレオネ
シエラレオネ保護領は1896年に成立し、当初は各県に総督によって任命された県弁務官（District Commissioner）が派遣された。1920年代には県弁務官数が増員され、副県弁務官（Assistant District Commissioner）や州弁務官(Provincial Commissioner)が新設された。1946年には県の上位に州が新設されるとともに県も再編され、州弁務官（Provincial Commissioner）が県弁務官の上位のポストとして置かれ、保護領長官に代わって各州弁務官を監督する保護領首席弁務官（Chief Commissioner of the Protectorate）が新設された。1954年に保護領首席弁務官は地方大臣のポストに発展的に解消した。
ブガンダ
ブガンダ王国は1900年にイギリスと協定を締結し、保護領政府として総督 - 高等弁務官 - 州弁務官 - 地区弁務官という系統で官職が置かれた。1920年代に入ると地方評議会や委員会の制度が導入されて中央集権化が強まり、1935年に州弁務官は駐在官、地区弁務官は駐在官代理に改められ行政上だけでなく司法上の責任も負うこととなった。

## カナダの行政弁務官
カナダには3つの準州が連邦政府の直轄地として設置されており、準州政府の長は行政弁務官が務めている。ただし、準州の立法権は連邦の個別法をもとに準州議会に委任されている。